# サクスブルフ (ウェセックス女王)
サクスブルフ（Seaxburh、古英語：SEAXBVRG VVESTSEAXNA CVEN、羅：SEAXBVRH REGINA SAXONVM OCCIDENTALIVM、生没年不詳、7世紀）は、ウェセックス王家に連なる人物で、後にウェセックスの女王として列せられた女性。日本語ではセアクスブルグとも書かれる。
先代王で夫であったチェンワルフが没すると翌年、伝統に従って王位に就き、ウェセックスの女王となり、一年統治した。似たような同時代人の名前にイースト・アングリア王アンナの娘で聖女に列せられたエリーのサクスブルフがいる。
サクスブルフはまたチェンワルフの最初の妻ではなく、先妻にはマーシア王ペンダの妹がいた。彼女がいつ王家の妻として嫁いだかは不明、またこの婚儀を通じて子供を授かったかどうかも分かっていない。しかし、同時代のフランク王国メロヴィング朝において王妃ブルンヒルダとフレデグンドが息子や孫を通じて権勢を誇った史実から察すると、彼女もまた名の知られていない息子の代理として統治していた可能性があることが示唆されている。
その後サクスブルフの名は歴史の表舞台から姿を消しており、この時代にはエシュウィネが西サクソン族を統治してマーシア王国のウルフヘレを圧倒することとなった。